# Cepheus csillagkép

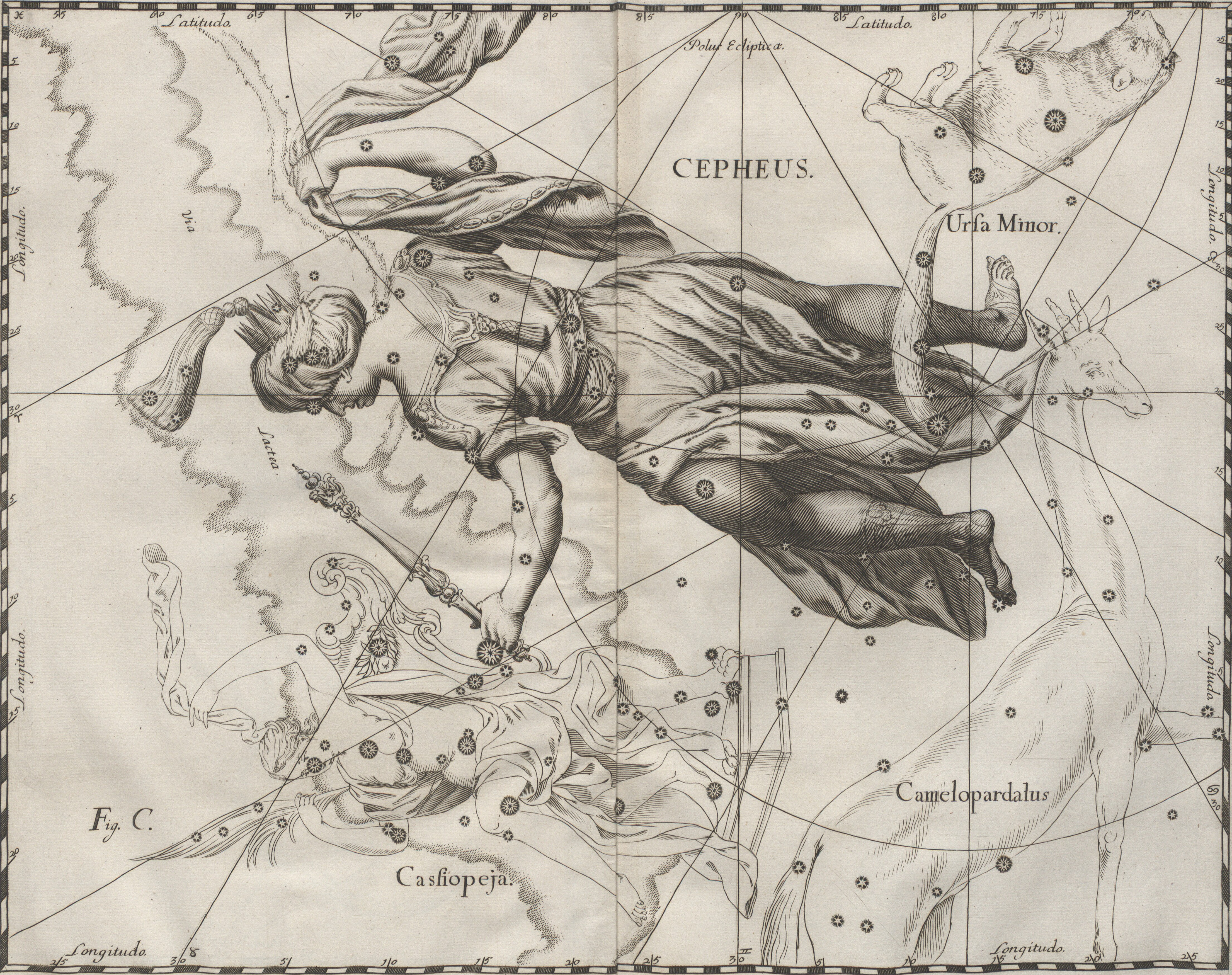
Cepheus Hevelius

A Cepheus az északi égbolt egyik csillagképe. Az égbolton a görög mitológiából ismert Képheuszt, Etiópia (mitológiai) királyát jeleníti meg. Egyike a 88 modern csillagképnek, a Ptolemaiosz által lejegyzettek közül a 47-ik.

## Története, mitológia
Képheusz, Kassziopeia, Androméda, Pégaszosz, Kétó és Perszeusz történetei egy mondakörbe tartoznak.
Képheusz felesége, Kassziopeia meg volt győződve arról, hogy az ő szépsége meghaladja a tengeri nimfák messze földön híres szépségét. Dicsekvését az istenek nem nézték jó szemmel. Poszeidón, a tengerek istene egy óriási cethalat küldött büntetésül, mely rengeteg emberrel végzett. A király jósokhoz fordult, választ akart kapni arra, hogyan tudna megszabadulni a szörnyetegtől. A jóslat szerint csak egy mód volt a menekvésre, ha feláldozzák a szörnyetegnek egyetlen lányukat, Andromédát. A királyi pár eleget tett a feladatnak, és Andromédát egy sziklához kötötték a tenger közelében. Perszeusz azonban a lány segítségére sietett, végzett a szörnyeteggel, kiszabadította Andromédát és feleségül vette.

## Látnivalók

### Csillagok
- A γ Cephei egy 50 fényév távolságra található kettőscsillag. A rendszer kisebb tagja egy vörös törpe csillag, míg párja egy narancssárga, K1IV színképtípusú csillag, mely körül 2002-ben exobolygót találtak. A precesszió miatt körülbelül i. sz. 4000–8000 között az északi égi pólus a Cepheus csillagképben lesz. I. sz. 4050 táján a γ Cephei, majd 7530 táján az α Cephei, vagyis az Alderamin lesz a sarkcsillag.
- A δ Cephei a cefeida típusú változócsillagok legismertebb képviselője, egyben névadó prototípusa. Méretét pár napos periódussal változtatja, így átlagos fényességében is periodikusságot mutat.
- A μ Cephei, mely Herschel Gránátcsillagaként is ismert, félszabályos változócsillag, vörös szuperóriás. Fényességét 730nap alatt 3,4m és 5,1m között változtatja. Átmérője megközelítőleg akkora, hogy ha Naprendszerünk közepén helyeznénk el, felszíne a Szaturnusz pályájáig nyúlna.
- A Kruger 60 egyike a Földhöz legközelebbi csillagoknak, mindössze 13 fényév távolságra található. Fényessége 11m körüli, a rendszert két vörös törpe alkotja.
- A V354 Cephei az egyik legnagyobb ismert csillag.

### Mélyég-objektumok
- NGC 40 egy fiatal planetáris köd

A Cepheus csillagkép

- NGC 188 az északi pólushoz legközelebbi nyílthalmaz, mely egyike a legrégebb óta ismert nyílthalmazoknak
- NGC 6946 egy spirálgalaxis, mely a Cepheus és Cygnus határán található
- NGC 7023 nyílthalmaz